# Bruchidius gilloni
Bruchidius gilloni is een keversoort uit de familie bladkevers (Chrysomelidae). De wetenschappelijke naam van de soort werd in 2007 gepubliceerd door Delobel.